# چاوی
چاوی (به بلغاری: Chavei) یک منطقهٔ مسکونی در بلغارستان است که در شهرستان گابروو واقع شده‌است.